# Potopení Hableány

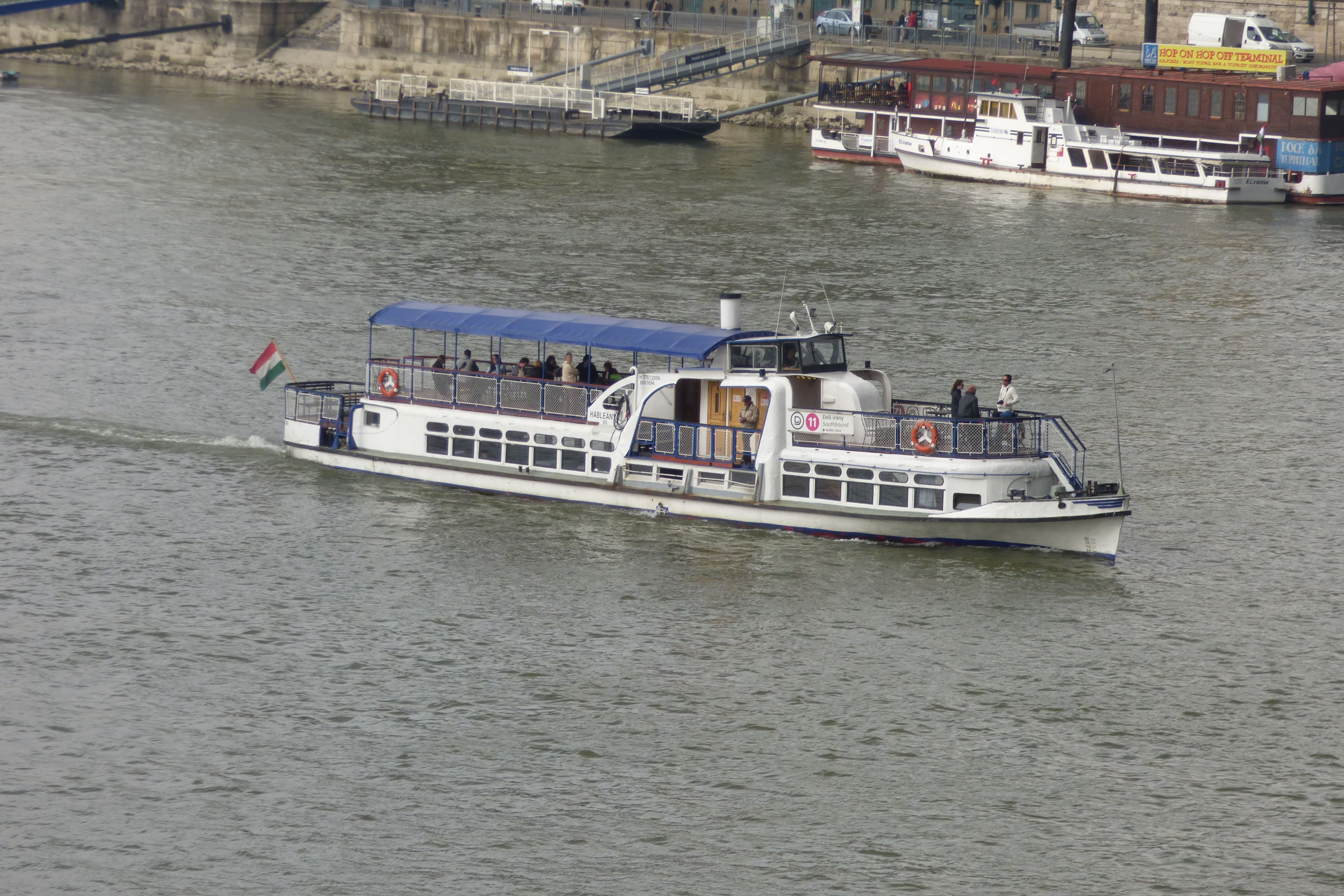
Hableány v roce 2017

Hableány (Mořská panna) byla malá maďarská výletní loď poskytující vyhlídkové plavby po Dunaji. Večer 29. května 2019 do ní při jedné takové plavbě v centru Budapešti pod Markétiným mostem zezadu z boku narazila mnohem větší švýcarská hotelová loď Viking Sigyn. 
Hableány se převrátila a v sedmi sekundách šla ke dnu. Na její palubě se v tom okamžiku nacházelo 33 účastníků jihokorejského zájezdu a dva členové posádky. Z rozvodněného Dunaje se podařilo zachránit sedm cestujících. 
Podle dosavadního vyšetřování měla Viking Sygin přes špatnou viditelnost vypnutý systém varování před kolizí a pohyblivý kapitánský můstek byl navíc příliš nízko, díky čemuž měl kapitán řídící loď špatný výhled. Kapitán neprovedl naprosto nic, aby srážce zabránil a i po ní pokračoval normálně v plavbě - srážku původně vůbec nezaregistroval, přestože Hableány byla vidět na lodním radaru.
Ukrajinský kapitán Viking Sigyn Jurij C. byl zatčen a umístěn do vazby pro podezření, že bezohlednou plavbou neštěstí zavinil. Vinu odmítá. Vrak Hableány byl vyzvednut 11. června. Podle prohlášení maďarských úřadů z června 2019 vše nasvědčuje tomu, že za srážku může výhradně chyba kapitána hotelové lodi. Ten měl být v době nehody střízlivý a bez vlivu drog, vyšetřuje se ale možnost, že byl na to, aby řídil loď, příliš unavený. Ukázalo se také, že kapitán vymazal ze svého mobilu řadu zpráv týkající se havárie, policie je však dokázala obnovit. Kapitán Viking Sigyn byl posléze obviněn ze zavinění srážky a neposkytnutí pomoci. V roce 2023 byl odsouzen k pěti letům vězení za zavinění tragédie, obvinění pro neposkytnutí pomoci byl zbaven.